# Mendi (Papouasie-Nouvelle-Guinée)
Pour les articles homonymes, voir Mendi.
Mendi est une ville de Papouasie-Nouvelle-Guinée.
C'est la troisième ville la plus peuplée de son pays.
Il s'agit de la capitale de la province des Hautes-Terres méridionales.